# Нуньес, Факундо
Факундо Мариано Нуньес Течера (исп. Facundo Mariano Núñez Techera; родился 24 февраля 2006, Канелонес) — уругвайский футболист, нападающий клуба «Серро-Ларго».

## Клубная карьера
Уроженец Канелонеса, Факундо Нуньес играл за молодёжную команду местного клуба «Ливерпуль-де-Канелонес», после чего присоединился к молодёжной команде клуба «Серро-Ларго». 13 апреля 2021 года дебютировал в основном составе уругвайской команды в матче против «Пеньяроля» в Южноамериканском кубке. В возрасте 15 лет, 1 месяца и 20 дней стал самым молодым игроком в истории этого турнира. 31 октября 2021 года дебютировал в Примере Уругвая, выйдя на замену в матче против клуба «Феникс».

## Личная жизнь
Старший брат Факундо, Карлос Нуньес, также является профессиональным футболистом.